# Capela de Nossa Senhora da Vitória (Viseu)
A Capela de Nossa Senhora da Victória é um templo da cidade de Viseu localizado na antiga freguesia de Coração de Jesus (Viseu), atual freguesia de Viseu, a cerca de 100 m da Igreja dos Terceiros e datado de princípios do século XVII.
Está classificada como Monumento de Interesse Público desde 2012.

## Descrição
Esta capela  encontrava-se implantada no topo sul do Rossio e daí foi removida para o seu local actual no Parque da Cidade.
Em 1385 os viseenses expulsaram da cidade o exército castelhano, que por aqui passava fugindo de Aljubarrota, e em memória deste feito erigiram uma pequena capela à Senhora da Vitória. No tempo do domínio filipino foi essa já antiga e arruinada capela mandada reerguer pelo cónego António de Almeida Abreu, com a forma actual e "como lâmpada votiva da nossa esperança de ressurgimento e independência" (Lucena e Vale).
É uma capela quadrangular apresentando na sua fachada um grande pórtico ladeado por duas colunas coríntias, um nicho com a imagem da Virgem com o Menino e no topo possui uma sineirita. Sobre o pórtico, encontra-se a seguinte legenda "Esta Capella de Nossa Senhora da Vitória mandou fazer e dotou por sua devassam o Conego António de Almeida Avreu 1605". Em ambos os lados do nicho existem brasões heráldicos.